# Remy Giacomini
Remy (Remo) Giacomini (* 1910 (?); † 2001) war ein Politiker aus San Marino.

## Leben
Remy Giacomini gehörte nach dem Ende des Faschismus bereits vom 28. Juli bis zum 16. September 1943 dem ersten Kabinett als Mitglied an. Er wurde am 13. September 1959 für die Sozialistische Partei PSS (Partito Socialista Sammarinese) erstmals Mitglied des Großen und Allgemeinen Rates (Consiglio Grande e Generale) und gehörte diesem in der 16., 17., 18., 19., 20., 21. und 22. Legislaturperiode bis zum 30. Mai 1993 an.
Im 16. Kabinett übernahm er am 27. März 1973 das Amt als Minister für Finanzen, Budget und Planung (Segretario di Stato per le Finanze, il Bilancio e la Programmazione) und bekleidete dieses Ministeramt auch im 17. Kabinett (11. November 1974 bis 11. März 1976) und vom 11. März 1976 bis zum 17. Juli 1978 auch im 18. Kabinett.

## Hintergrundliteratur
- Domenico Gasperoni: I Governi di San Marino. Storia e personaggi, AIEP Editore, Serravalle 2015, ISBN 978-88-6086-118-4